# Frans Thijssen
Frans Thijssen, född 23 januari 1952 i Malden, Gelderland, är en nederländsk före detta fotbollsspelare. Han startade sin professionella karriär 1970 i NEC Nijmegen. 1973 flyttade han till FC Twente, där han spelade i nästan sex säsonger. Han var tränare i Malmö FF 1997–1998.

## Meriter
Ipswich Town
- UEFA-cupen: 1980/1981
- Årets fotbollsspelare i England (FWA) 1980/1981